# 199 (liczba)
199 (sto dziewięćdziesiąt dziewięć) – liczba naturalna następująca po 198 i poprzedzająca 200.

## W matematyce
- 199 jest czterdziestą szóstą liczbą pierwszą, następującą po 197 i poprzedzającą 211[1]
- 199 jest większą z liczb bliźniaczych (197, 199)[2][3]
- 199 jest liczbą bezkwadratową[4]
- 199 jest liczbą Lucasa[5]
- 199 jest palindromem liczbowym, czyli może być czytana w obu kierunkach, w pozycyjnym systemie liczbowym o bazie 11 (171)
- 199 należy do jednej trójki pitagorejskiej (199, 19800, 19801).

## W nauce
- liczba atomowa unennennium (niezsyntetyzowany pierwiastek chemiczny)
- galaktyka NGC 199
- planetoida (199) Byblis
- kometa krótkookresowa 199P/Shoemaker 4

## W kalendarzu
199. dniem w roku jest 18 lipca (w latach przestępnych jest to 17 lipca). Zobacz też co wydarzyło się w roku 199, oraz w roku 199 p.n.e.